# Nikolaus Thaddäus von Gönner

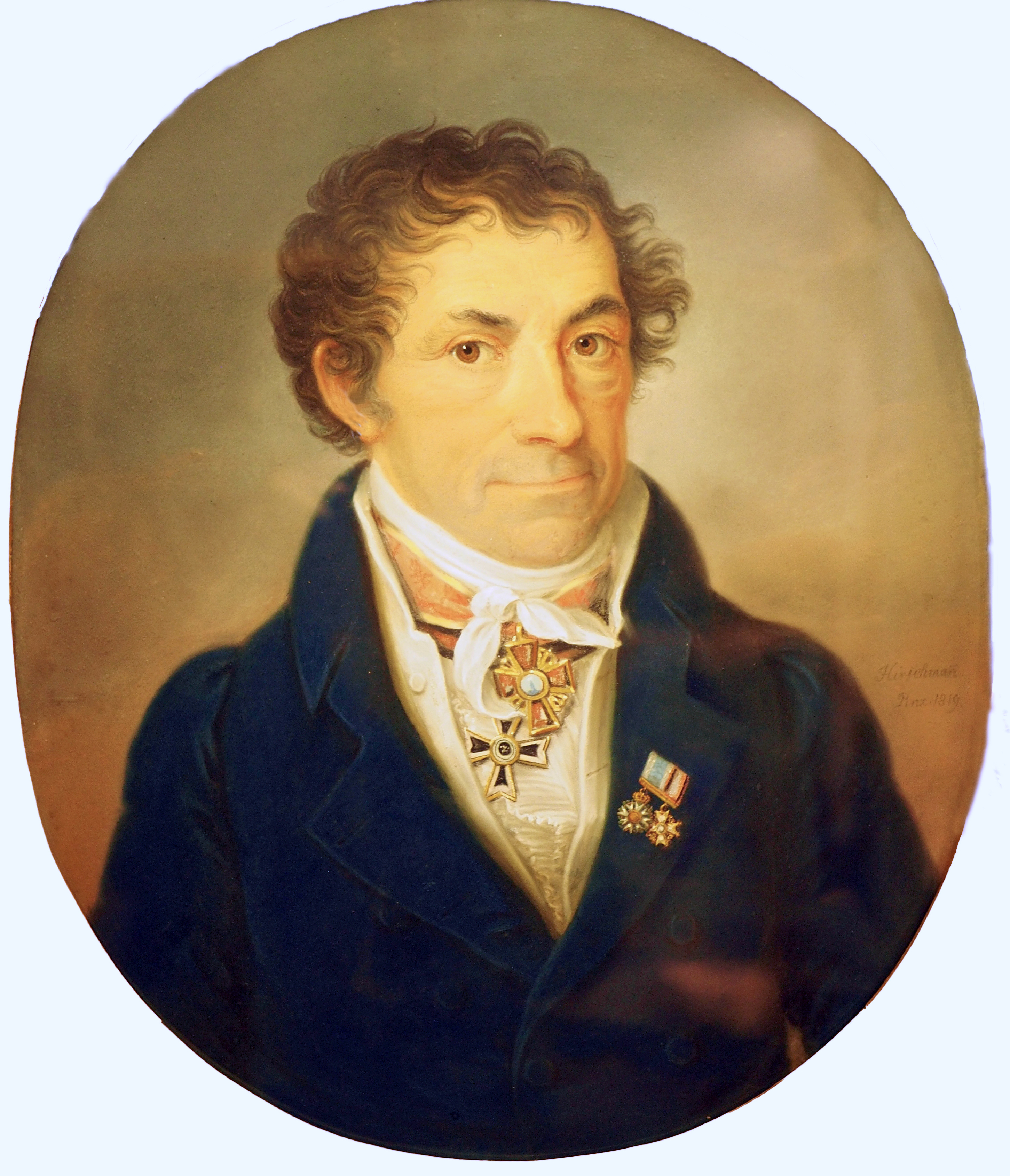
Nikolaus Thaddäus von Gönner 1819

Nikolaus Thaddäus Ritter von Gönner (* 18. Dezember 1764 in Bamberg; † 18. April 1827 in München) war ein deutscher Rechtsgelehrter und Staatsmann.

## Herkunft
Seine Eltern waren Johann Michael Gönner (1732–1795) und dessen Ehefrau Maria Anna Fleischmann (1733–1799). Sein Vater war Amtmann des Freiherrn von Pölnitz zu Hundshaupten, domkapitelischer Kastner des Freiherrn von Würtzburg und Rechnungsrevisor am fürstbischöflichen Vikariat zu Würzburg.

## Leben
Gönner besuchte zunächst eine Vorbereitungsschule und dann ab dem Schuljahr 1775/76 das Gymnasium. Am 17. Dezember 1777 bezog er die Universität Bamberg, wo er sich zunächst für den humanistischen Zweig eintragen ließ und ab 1781 Jura studierte. Im September 1781 wurde er an der Universität Bamberg zum Magister der Philosophie promoviert und erwarb dort, nach Studienjahren in Göttingen und praktischen Jahren in Wetzlar, im Januar 1792 den Grad des Dr. jur. Bereits 1789 wurde er in Bamberg ordentlicher Professor der Rechte, 1797 Hofkammerkonsulent, 1799 Professor des Staatsrechts an der Universität Ingolstadt, an deren Verlegung nach Landshut (1800) er maßgeblich beteiligt war, und zu deren Prokanzler er 1803 und 1804 ernannt wurde.
1811 in die Gesetzgebungskommission nach München berufen, wurde er 1812 Direktor des Appellationsgerichts des Isarkreises, 1813 geadelt als Ritter des Zivilverdienstorden der Bayerischen Krone, 1815 Geheimer Justizreferendar, 1817 Geheimrat und außerordentlicher, 1820 ordentlicher Staatsrat, 1826 aber nach Verlegung der Universität Landshut Honorarprofessor der Rechtsphilosophie. Nikolaus Gönner starb 1827 im Alter von 62 Jahren in München.

## Grabstätte

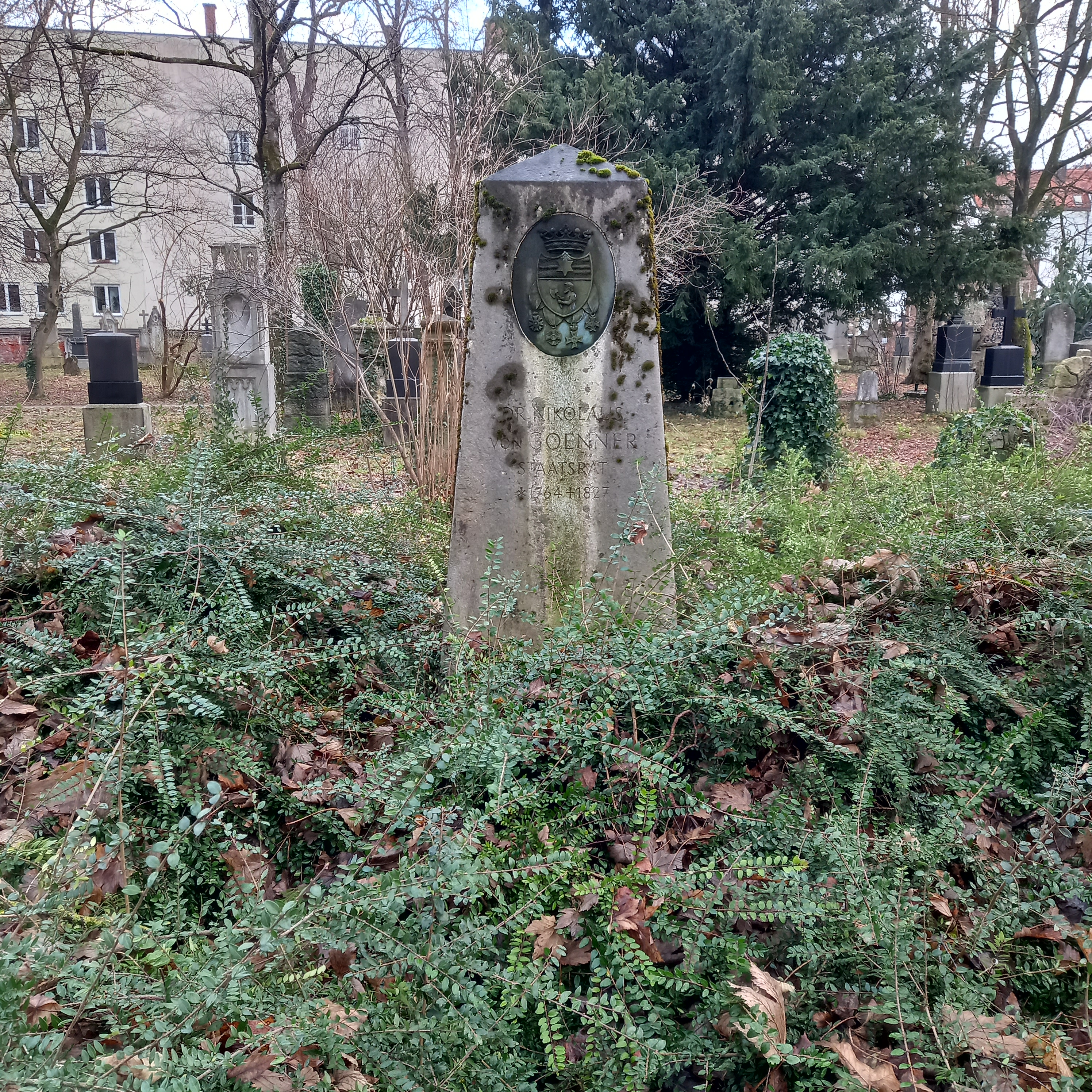
Grab von Nikolaus Gönner auf dem Alten Südlichen Friedhof in München

Die Grabstätte von Nikolaus Gönner befindet sich auf dem Alten Südlichen Friedhof in München (Gräberfeld 8 – Reihe 10 – Platz 41) Standort.

## Familie
Gönner war zweimal verheiratet. 1791 heiratete er in Bamberg Eva Barbara Katharina van Winnenthael (1771–1809), eine Tochter des Bamberger Bürgers Livinius van Winnenthael (Wynendahl) und der Eva Hoffmann.
Nach dem Tod seiner ersten Frau heiratete er 1815 in München Anna Schrödl, eine Tochter des bayerischen Finanzrats im Finanzministerium Franz Schrödl. Er hatte zwei Söhne und drei Töchter (von denen eine früh starb) aus der ersten Ehe, darunter den bayerischen Generalsekretär und Chef der 2. Sektion im Kriegsministerium sowie Archivar des Militär-Max-Joseph-Ordens Michael von Gönner (1794–1876).

## Namensgeber für Straße
Nach Nikolaus Gönner wurde in seinem Geburtsort Bamberg die Gönnerstraße benannt Lage

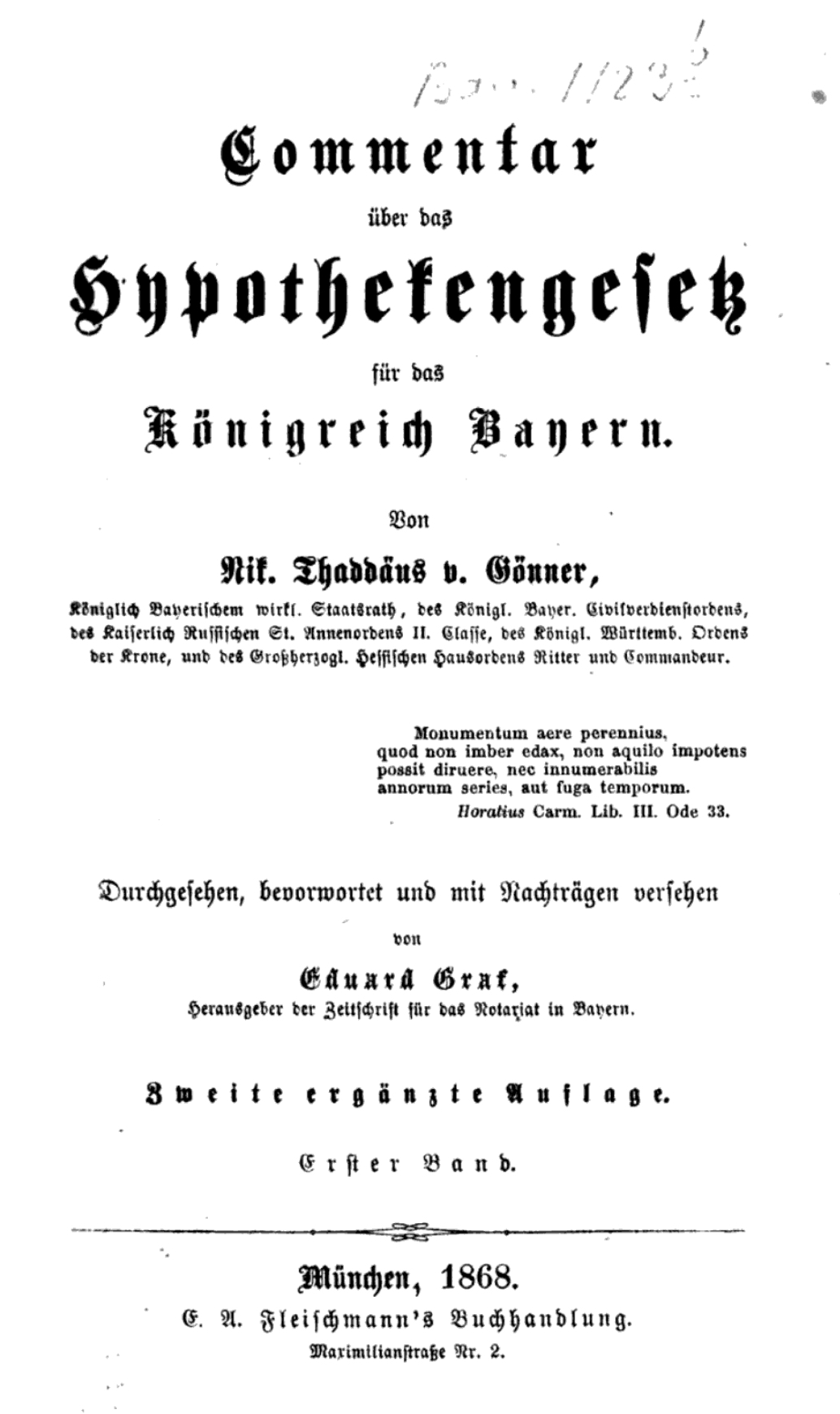
Titelseite des Commentar über das Hypothekengesetz für das Königreich Bayern, 1868

## Wirken
Gönner zählte zu den einflussreichsten Vertretern der philosophisch-juristischen Schule. Von seinen gesetzgeberischen Arbeiten sind sein Entwurf eines Gesetzbuchs über das gerichtliche Verfahren in bürgerlichen Rechtssachen (Erlangen 1815–1817, 3 Bde.), das Hypothekengesetz mit Kommentar (München 1823–1824, 2 Bde.) und der Entwurf des Strafgesetzbuchs (München 1822), von seinen übrigen zahlreichen Schriften das Handbuch des deutschen gemeinen Prozesses (Erlangen 1800–1803, 4 Bde.; 2. Aufl., das. 1804) und sein Deutsches Staatsrecht (Erlangen 1804) am bekanntesten.

## Werke (Auswahl)
- Juristische Abhandlungen.
  - Erster Theil. Bamberg 1795 (Digitalisat).
  - Zweyter Theil. Bamberg 1799 (Digitalisat).
- Revision des Begriffs und der Eintheilungen des Dolus. Landshut 1810 (Digitalisat).
- Ueber Gesetzgebung und Rechtswissenschaft in unserer Zeit. Erlangen 1815 (Digitalisat).
- Entwurf eines Gesetzbuches über das gerichtliche Verfahren in bürgerlichen Rechtssachen.
  - Erster Band, das Gesetzbuch enthaltend. Erlangen 1815 (Digitalisat).
  - Zweiter Band, Motive. Zweite Abtheilung, Erlangen 1816 (Digitalisat).
- Motive zu dem Entwurfe der allgemeinen Hypotheken-Ordnung für das Königreich Baiern. München 1919 (Digitalisat).
- Vorträge über Gesetzgebungs-Gegenstände an die zweite Kammer der ersten Ständeversammlung im Königreiche Baiern. München 1820 (Digitalisat).
- Beleuchtung der in München erschienenen Schrift: die Stock-Jobbery, und der Handel mit Staatspapieren nach dem jetzigen Zustande, politisch und juristisch betrachtet. Wien 1821, anonym publiziert (Digitalisat).
- Einige Motive zum Baierischen Entwurf des Strafgesetzbuches, mit kurzer Prüfung der ausführlichen Prüfung, welche der Hr. Etatsrath und Deputirter der K. dänischen Canzleicollegii Dr. Oerstedt zu Kopenhagen im Jahr 1823 herausgegeben hat. München 1825 (Digitalisat).
  - Zweiter Band, Motive. Zweite Abtheilung, Erlangen 1826 (Digitalisat).
- Von Staatsschulden, deren Tilgungs-Anstalten und von dem Handel mit Staatspapieren.
  - Erste Abtheilung, München 1926 (Digitalisat).
- Zur Philosophie des positiven Privatrechts. München 1827 (Digitalisat).
- Commentar über das Hypotheken-Gesetz für das Königreich Bayern. 2. Auflage.
  - Erster Band, München 1868 (Digitalisat).
  - Zweiter Band, München 1868 (Digitalisat).